# 日枝神社 (千代田区)
35°40′29″N 139°44′22.50″E / 35.67472°N 139.7395833°E
日枝神社是位于日本东京都千代田区永田町中的神社。祭祀着江戶三大祭之一的山王祭。旧社格为准勅祭社、官币大社。
主祭神为大山咋神，祭神为国常立神、伊奘冉尊和足仲彦尊。